# Lhotovský rybník
Lhotovský rybník je rybník, který se nachází v katastrálním území Čichtice města Bavorova v okrese Strakonice, asi 1¼ km východně od Čichtic a 3 km jihovýchodně od Bavorova. Rybníkem protéká Babí potok, jeden z drobnějších pravých přítoků řeky Blanice. Rybník slouží polointenzivnímu chovu ryb; provozuje jej Školní rybářství Protivín (stav 2009).

## Technický popis vodního díla
Hráz rybníka o délce 82 m je zemní, homogenní, z místních materiálů. Návodní strana hráze je po kótu normální hladiny opevněna kamenným záhozem, nad touto kótou je kryta drnem a porostlá vzrostlými duby. Koruna hráze je zčásti tvořena obslužnou štěrkovou cestou, zčásti kryta drnem. Vzdušný svah hráze je kryt drnem a porostlý vzrostlými duby, místy křovinami.
Výpustné zařízení je umístěno přibližně 52 m od začátku hráze, tj. od jejího levostranného zavázání. Výpust je tvořena betonovým dvoudrážkovým požerákem s ocelovým poklopem, z něhož je voda odváděna kameninovým potrubím o průměru 0,30 m a délce 8,0 m. Potrubí ústí do odpadního koryta lichoběžníkového průřezu, které je zpevněno kamenným záhozem. V místě vyústění roury je vzdušná pata hráze zpevněna betonovou zdí. Manipulace na výpusti je zajišťována ručně. Přístup k výpusti je možný přímo z koruny hráze.
Bezpečnostní přeliv je vybudován v místě pravobřežního zavázání hráze. Je tvořen neopevněným korytem lichoběžníkového průřezu o šířce dna 2,4 m na kótě normálu.
Při pohledu na rybník je vlevo od výpusti vybudováno štěrkové kádiště s betonovou obrubou a s betonovou vydávací lávkou.

## Zajímavosti
U Lhotovského rybníka se natáčely filmové pohádky Princezna ze mlejna a Princezna ze mlejna 2. Pod jeho hrází stál filmový mlýn a žil v něm pohádkový vodník.

## Okolí
Další rybník na Babím potoce, jménem Březovík, je situován zhruba 400 m proti proudu (tj. jihovýchodně). Naopak směrem po proudu se až k ústí do Blanice žádná další vodní nádrž nenachází. Další blízké, o něco větší rybníky směrem k Čichticům leží na bezejmenném levém přítoku, jenž se k Babímu potoku připojuje těsně pod hrází Lhotovského rybníka. Z těchto je nejbližší Hluboký rybník, necelých 150 m západně; mezi ním a Lhotovským rybníkem probíhá silnice II/142, spojující Bavorov a Netolice. Směrem na východ od Lhotovského rybníka se na návrší po jeho pravé straně prostírá rozsáhlý Čichtický les.